# Batalla de Camden
La batalla de Camden fue una gran victoria para los ingleses en el escenario sureño de la guerra de independencia estadounidense. El 16 de agosto de 1780, las fuerzas británicas bajo el teniente general Lord Charles Cornwallis derrotó a las fuerzas estadounidenses del general Horatio Gates cerca de 10 km (seis millas) al norte de Camden (Carolina del Sur), fortaleciendo el dominio británico en las Carolinas siguiendo la captura de Charleston.
Fue una derrota embarazosa para Gates, cuyo ejército poseía superioridad numérica masiva sobre las fuerzas británicas. Nunca recibió un nuevo comando de campo otra vez a causa de la gran derrota. Sus conexiones políticas, sin embargo, le ayudaron a evitar las preguntas y los consejos de guerra sobre el debacle.

## Preludio
En julio de 1780, el general estadounidense Horatio Gates marchó con su ejército a Carolina del Sur, con la intención de liberar al estado del control británico, que estaba aplicando la "estrategia del sur", que implicaba dominar el sur, donde había muchas simpatías en favor de los ingleses, para avanzar hacia el norte y cercar a las tropas continentales estacionadas allí y que ya habían cosechado éxitos en ese sentido como la toma de Charleston.
Mandó una fuerza de 5,000 hombres. Sin embargo, cuando Gates llegó a Camden, sus hombres estaban cansados y hambrientos. Muchos estaban demasiado enfermos para la batalla. Solo 3.000 de sus hombres estaban en condiciones de luchar. Para empeorar las cosas, cuando Gates posicionó a su ejército en la mañana del 16 de agosto de 1780, estaba operando bajo la falsa impresión de que superaba en número a Cornwallis por dos a uno.

## La batalla
Cuando Gates finalmente se dio cuenta de su error, ya era demasiado tarde para retirarse. Cornwallis avanzó hacia él desde Camden con el propósito de atacarle. Para detenerlo Gates decidió aplicar una estrategia defensiva contra los ingleses. Posicionó a sus experimentados regimientos de Maryland y Delaware a su derecha, a los milicianos de Carolina del Norte en el centro y a la izquierda colocó reclutas novatos de Virginia. Esto resultaría ser un error desastroso, ya que las mejores tropas británicas estaban estacionadas a la izquierda.
La batalla empezó, cuando los regulares británicos a la izquierda al mando de Banastre Tarleton atacaron a los virginianos. Los soldados novatos huyeron al primer destello de las bayonetas británicas antes de que alcanzasen sus líneas. Luego no les fue mucho mejor a los carolinianos del norte a causa de esta situación a pesar de los mejores esfuerzos de sus oficiales. También los intentos de Gates y de sus oficiales de evitar la huida de sus soldados fallaron. Finalmente, cuando la izquierda y el centro estadounidenses colapsaron, los británicos se concentraron en el flanco derecho de Gates bajo el mando de Johann de Kalb. A diferencia de sus otros camaradas, estos soldados lucharon heroicamente poniendo a los británicos allí bajo Lord Rawdon en aprieto, pero no fue suficiente para evitar el desastre una vez que Tarleton les atacase por la espalda.
Las líneas se rompieron completamente y de Kalb murió en el combate. Tras una batalla, que duró una hora, los ingleses habían tomado el control del campo de batalla. Después Tarleton persiguió a los continentales por unas 20 millas antes de volver al grueso de las tropas. Mientras tanto Gates huyó del campo de batalla por unas 60 millas antes de anochecer.

## Consecuencias
Después del desastre el ejército continental del sur estuvo en total desorden mientras que el ejército británico y los leales controlaban la colonia. Camden se convirtió en una guarnición fortificada para los británicos poniendo así en grave peligro a la rebelión en el sur.
Gates, que había sido aclamado una vez como el héroe de Saratoga, recibió después de Camden un golpe en su reputación, del cual él nunca se recuperó. Fue reemplazado después de la batalla por Nathanael Greene.